# Prima Donna (Oper)
Prima Donna ist eine Oper in zwei Akten von Rufus Wainwright (Musik), der zusammen mit Bernadette Colomine auch das Libretto schrieb. Sie wurde von der Metropolitan Opera New York in Auftrag gegeben, dort aber nicht gespielt. Die Uraufführung fand am 10. Juli 2009 im Palace Theatre in Manchester statt.

## Handlung
Die Oper spielt im Jahr 1970 am Französischen Nationalfeiertag (14. Juli). Régine Saint Laurent, eine einst gefeierte Opernsängerin, plant ihr Comeback. Sechs Jahre zuvor hatte sie mit großem Erfolg die Titelrolle in der Uraufführung der für sie komponierten Oper Aliénor gesungen, doch bei der zweiten Aufführung hatte ihr die Stimme versagt. Daraufhin hatte sie sich von der Bühne zurückgezogen. Ihr Butler Philipp hofft seit langem darauf, dass sie wieder ins Rampenlicht zurückkehrt. Das Zimmermädchen Marie dagegen sorgt sich mehr um die Gesundheit und den Seelenfrieden Régines. An diesem Tag erscheint der Journalist André Letourneur für ein Interview, der sich als langjähriger Fan Régines herausstellt.

### Erster Akt
In der Pariser Wohnung von Madame Saint Laurent, früher Morgen
Szene 1. Das Hausmädchen Marie erschrickt, als sie im Wohnzimmer auf ihre verwirrt scheinende Arbeitgeberin trifft. Diese hat schlecht geschlafen und bittet Marie, zwei Tassen Kaffee zu bringen, da sie sich mit ihr unterhalten will. Marie arbeitet erst seit drei Wochen in ihrem Haushalt, und Régine wünscht, von ihr mit „Madame“ angeredet zu werden.
Szene 2. Während sie wartet, denkt Régine über ihren Albtraum nach, in dem sie durch die verregneten Straßen von Paris lief. Sie fühlt sich wie ein Vogel mit gebrochenem Flügel, glaubt aber, trotzdem fliegen zu können (Arie: „J’ai rêvé toute la nuit“).
Szene 3. Marie erzählt aus ihrem Leben. Sie hat zwei kleine Töchter und einen arbeitslosen und launischen Ehemann, der ihr die Schuld an seinem Unglück gibt.
Szene 4. Régine teilt Marie mit, dass sie ihre Karriere wieder aufnehmen möchte. Marie hat bereits aus der Zeitung erfahren, dass Régine nach sechs Jahren wieder die Titelrolle in Aliénor singen soll.
Szene 5. Régine schwärmt von ihrer Rolle in dieser für sie komponierten Oper: Eleonore von Aquitanien war Ehefrau zweier Könige, zuerst Königin von Frankreich, dann von England, sowie Mutter von acht Kindern und Muse der Troubadoure. Die Premiere war ein gewaltiger Erfolg, doch bei der zweiten Aufführung versagte Régines Stimme während des großen Duetts. Jetzt fürchtet sie sich vor dem Comeback.
Szene 6. Marie versucht, Régine Mut zu machen. Diese fordert sie auf, sie von nun an mit Vornamen anzureden.
Szene 7. Der Butler Philippe betritt das Zimmer mit seinem Gehilfen François. Er ist empört über die Vertraulichkeiten zwischen dem Dienstmädchen und Madame, schickt Marie zur Arbeit in die Küche und fordert Régine auf, sich zurechtzumachen, da ein Journalist seinen Besuch angekündigt hat.
Szene 8–11. Während Philippe und François hektisch die Wohnung schmücken, lamentiert Philippe über die frühere ruhmreiche Zeit Régines – seine besten Jahre. Dieses Mal werden sie und er nicht wieder dieselben Fehler machen.
Szene 12. Marie kommt zurück, und auch der erwartete Journalist trifft ein. Er stellt sich Philippe als André Letourneur vor. Philippe fordert Marie auf, Kaffee zu holen.
Szene 13–14. Als Diva zurechtgemacht betritt Régine das Zimmer und begrüßt ihren Gast. André gesteht, dass er schon als Student ein glühender Fan von ihr war. Er hat selbst Gesang studiert und singt als Tenor immer noch gerne die Arie des Henry aus Aliénor.
Szene 15–16. André startet das Tonbandgerät und beginnt mit dem Interview. Régine erzählt, dass sie bereits seit zwanzig Jahren in Paris und seit zehn Jahren in dieser Wohnung lebt. Ein Grund für ihren Comeback-Wunsch ist die berühmte Schallplattenaufnahme vom Mitschnitt der Aliénor-Premiere. Die Erinnerung an die misslungene zweite Aufführung lässt sie so stark in Gedanken versinken, dass Marie sich um sie sorgt. Doch Philippe befiehlt ihr grob, den Mund zu halten.
Szene 17–19. André fordert Régine auf, ihm vorzusingen. Sie geht zum Klavier und fängt an, das Duett zu spielen und zu singen (Duett: „Dans ce jardin fleuri resplendissant“). Sie unterbricht nach einer Weile und fragt André, ob er die Tenor-Arie kenne. André bejaht das. Er hat sogar die Noten mitgebracht und trägt sie vor (Arie: „Abandonne, pose ta couronne juste pour un instant“). Régine gibt ihm einige Hinweise zur Verbesserung und schlägt dann vor, das Duett gemeinsam zu singen (Duett: „Dans ce jardin fleuri resplendissant“). Doch plötzlich bricht sie von Gefühlen überwältigt zusammen.
Szene 20–21. Philippe befiehlt Marie, sich um Madame zu kümmern, Wasser zu holen und das Fenster zu öffnen. Nachdem Régine wieder zu sich gekommen ist, vertagen sie das Interview auf den Abend. André verabschiedet sich.
Szene 22–23. Nach einem Orchesterzwischenspiel verlassen Philippe und Marie den Raum. André dagegen kehrt noch einmal zurück, um seine auf dem Klavier vergessenen Noten zu holen. Régine betrachtet ihn sehnsüchtig. André geht zu ihr und küsst sie. Im Hintergrund kommt Marie in den Raum, beobachtet die Umarmung und verlässt leise das Zimmer.

### Zweiter Akt
Später am selben Abend in der Wohnung von Madame
Szene 1. Marie singt von ihrem alten Leben in der Picardie, das sie mit dem Leben in Paris vergleicht, wo sich alles nur um die Liebe dreht (Lied: „Dans mon pays de Picardie“).
Szene 2. Marie erklärt dem Butler, dass sie sich wegen des zweiten Besuchs des Journalisten um Madame sorgt. Zum einen ist für den Abend ein Feuerwerk geplant, und zum anderen glaubt sie, dass er mit den Gefühlen Madames spielt. Philippe entgegnet, dass sie das nichts angehe. Er ist froh, dass noch nicht alles verloren sei. Er verlässt das Zimmer mit der drohenden Bemerkung, dass Maries Tage gezählt seien.
Szene 3–4. Vokalisen singend betritt Madame das Zimmer. Sie probiert ihre Arie aus Aliénor, scheitert aber mehrfach an der höchsten Note (Arie: „Quand j’étais jeune étudiante au conservatoire“). Dann betrachtet sie die Schallplatte der Oper, die sie sich noch immer nicht angehört hat, und legt sie auf.
Szene 5. Während die Schallplatte spielt, verwandelt sich die Szene in diejenige der Originalproduktion von Aliénor sechs Jahre zuvor. Die Bühne stellt den französischen Hof dar, und André singt die Rolle von König Henry (Duett: „Dans ce jardin fleuri resplendissant“).
Szene 6–7. Régine ruht sich erschöpft aus (Meditation). Sie bezweifelt, dass sie diese Rolle noch einmal singen kann. Philippe ist entsetzt darüber. Er wird grob, erinnert sie daran, dass er seit zehn Jahren nur für sie da sei, und droht schließlich mit Schlägen. Marie und Régine laufen zum Telefon, um die Polizei zu rufen.
Szene 8. Philippe erklärt, dass er seine Stellung aufgeben wolle. Er sammelt seine Sachen zusammen und wünscht Madame viel Glück. In diesem Moment erscheint André an der Tür. Alle beruhigen sich wieder.
Szene 9. André hat seine Verlobte Sophie mitgebracht und entschuldigt sich dafür, seine Verabredung mit ihr vergessen zu haben. Marie und Régine benötigen eine Weile, bis sie sich mit der geänderten Situation abgefunden haben. André bittet Régine, sein Aliénor-Album zu signieren.
Szene 10. Während Régine das Autogramm schreibt, denkt sie über ihr Leben nach, das bislang eher Dirigenten, Komponisten und dem Publikum gedient hatte (Arie „Prenez-le donc“). Sie stellt fest, dass André ihr Autogramm nicht wirklich verdient, holt ihr eigenes Album, signiert es und gibt es Marie. Das soll ihre letzte Handlung als Künstlerin, „La Prima Donna“, sein. Sie bittet die anderen, sie allein zu lassen.
Szene 11–12. Zu einem längeren Orchesterzwischenspiel löscht Régine die Kerzen aus, bis die Bühne völlig dunkel ist. Während des Feuerwerks betrachtet sie die feiernden Leute auf der Straße (Arie: „Les feux d’artifice t’appellent“).

## Instrumentation
Die Orchesterbesetzung der Oper enthält die folgenden Instrumente:
- Holzbläser: drei Flöten (3. auch Piccolo), zwei Oboen (2. auch Englischhorn), drei Klarinetten (2. auch Es-Klarinette, 3. auch Bassklarinette), zwei Fagotte, Kontrafagott
- Blechbläser: vier Hörner, drei Trompeten, zwei Posaunen, Bassposaune
- Pauken, Schlagzeug (zwei Spieler)
- Harfe
- Orgel, Klavier, Celesta
- Streicher

## Werkgeschichte
Die Inspiration zu seiner Oper Prima Donna erhielt der als Singer-Songwriter bekannte Komponist Rufus Wainwright durch eine DVD mit einem Interview Maria Callas’ mit Lord Harewood. Wainwright wies in der Beilage zur CD-Veröffentlichung der Oper explizit darauf hin, dass er trotz der Unterstützung einiger Assistenten jede einzelne Note der Oper vollständig selbst komponiert und instrumentiert hatte.
2006 erhielt er für die Oper einen Auftrag der Metropolitan Opera in Kooperation mit dem Lincoln Center Theatre in New York. 2008 gab er den Plan einer Produktion an der Metropolitan Opera auf. Diese und das Lincoln Center hatten auf einer Aufführung in englischer Sprache bestanden, obwohl er die Oper auf Französisch schrieb. Er gab an, zwar mit dem Gedanken an eine englische Übersetzung gespielt zu haben, doch seien die französischen Worte inzwischen zu sehr in die Musik integriert. Ein weiteres Problem war die erst frühestens 2014 mögliche Uraufführung.
Schließlich erhielt er einen neuen gemeinschaftlichen Auftrag vom Manchester International Festival, Sadler’s Wells London, dem Luminato-Festival (Toronto Festival of Arts and Creativity) und dem Melbourne International Arts Festival. Bei der Uraufführung am 10. Juli 2009 im Palace Theatre in Manchester spielte das Orchester der Opera North unter der Leitung von Pierre-André Valade. Regie führte Daniel Kramer, die Bühne stammte von Antony McDonald, und das Lichtdesign von Peter Mumford. Es sangen Janis Kelly (Régine), Jonathan Summers (Philippe), Rebecca Bottone (Marie) und William Joyner (André).
Über die Einstudierung der Oper drehte George Scott den Dokumentarfilm Prima Donna: The Story of an Opera (Rufus Wainwright: Prima Donna!). Er wurde am 7. Januar 2012 auf 3sat ausgestrahlt.
Nach der Uraufführung folgten Aufführungen im Londoner Sadler’s Wells Theater im April 2010 und beim Luminato Festival in Toronto im Juni 2010. Die erste Aufführung der Oper in den USA erfolgte in einer 40-minütigen Konzertfassung im September 2010 in Portland mit der Oregon Symphony unter der Leitung von Carlos Kalmar, mit Kelly als Régine und Megan Marie Hart als Marie, die US-amerikanische Premiere der vollständigen Oper erfolgte am 17. Februar 2012 durch die New York City Opera an der Brooklyn Academy of Music, mit Melody Moore als Régine, Rebecca Bottone als Marie, Taylor Stanton als André und Randal Turner als Philippe.
Im März 2014 startete Wainwright eine erfolgreiche Crowdfunding-Kampagne auf Pledge Music, um die Aufnahme seiner Oper mit dem BBC Symphony Orchestra zu finanzieren. Die CD erschien im September 2015 bei Deutsche Grammophon.
2015 stellte Wainwright eine Neufassung der Oper unter dem Titel Prima Donna: A Symphonic Visual Concert vor, für die die Künstler Francesco Vezzoli und Cindy Sherman eine Video-Installation des Finales schufen. Sie wurde im erstmals im Odeon des Herodes Atticus am Fuß der Akropolis in Athen aufgeführt. Weitere Aufführungen gab es 2016 im Teatro Colón in Buenos Aires, beim Hong Kong Arts Festival und beim Festival von Avignon sowie 2017 beim Auckland Arts Festival.
Am 28. Juni 2017 wurde die Oper im Rahmen des Armel Opera Festival im Thalia-Theater Budapest gezeigt. Arte Concert stellte einen Video-Mitschnitt im Internet bereit.
Das Theater Augsburg spielte Prima Donna ab dem 3. Februar 2018 in der Ausweichspielstätte im Martini-Park als deutsche Erstaufführung in einer eigens angefertigten deutschen Übersetzung von Lothar Nickel. Musikalische Leitung hatten Lancelot Fuhry und Ivan Demidov. Inszenierung, Bühne und Videokonzept stammten von Hans Peter Cloos, die Kostüme von Marie Pawlotsky. Die Titelrolle sang Sally du Randt.
2020 wurde eine Inszenierung des Regisseurs Mårten Forslund an der Königlichen Oper Stockholm von Operavision live im Internet übertragen.

## Aufnahmen
- Januar 2015 – Jayce Ogren (Dirigent), BBC Symphony Orchestra.
 Janis Kelly (Régine), Richard Morrison (Philippe), Kathryn Guthrie (Marie), Antonio Figueroa (André).
 Studio-Aufnahme.
 Deutsche Grammophon 4795340.[12]
- 18. Juni 2017 – Gergely Vajda (Dirigent), Róbert Alföldi (Inszenierung), Ildikó Tihanyi (Kostüme), L’orchestre Philharmonique de Pannon.
 Mária Farkasréti (Régine), Máté Sólyom-Nagy (Philippe), Je Ni Kim (Marie), Botond Ódor (André), Soma Raffay (François).
 Video; live vom Armel Opera Festival aus dem Thalia-Theater Budapest.
 Videostream bei Arte Concert.[20]
- 5. November 2020 – Jayce Ogren (Dirigent), Royal Swedish Orchestra.
 Elin Rombo (Régine), Jeremy Carpenter (Philippe), Beate Mordal (Marie), Conny Thimander (André), Ruben Lundström (François), Nadja Sjöström (Sophie).
 Video; live aus der Königlichen Oper Stockholm.
 Videostream bei Operavision.[22]